# Morderca zostawia ślad
Pour plus de détails, voir Fiche technique et Distribution.
Morderca zostawia ślad est un film criminel polonais réalisé par Aleksander Ścibor-Rylski en 1967.
Zbigniew Cybulski a interprété son dernier rôle dans ce film avant de décéder tragiquement à Wrocław avant que le film ne soit terminé. Lors de la postsynchronisation, Tadeusz Łomnicki a prêté sa voix au personnage joué par Cybulski.

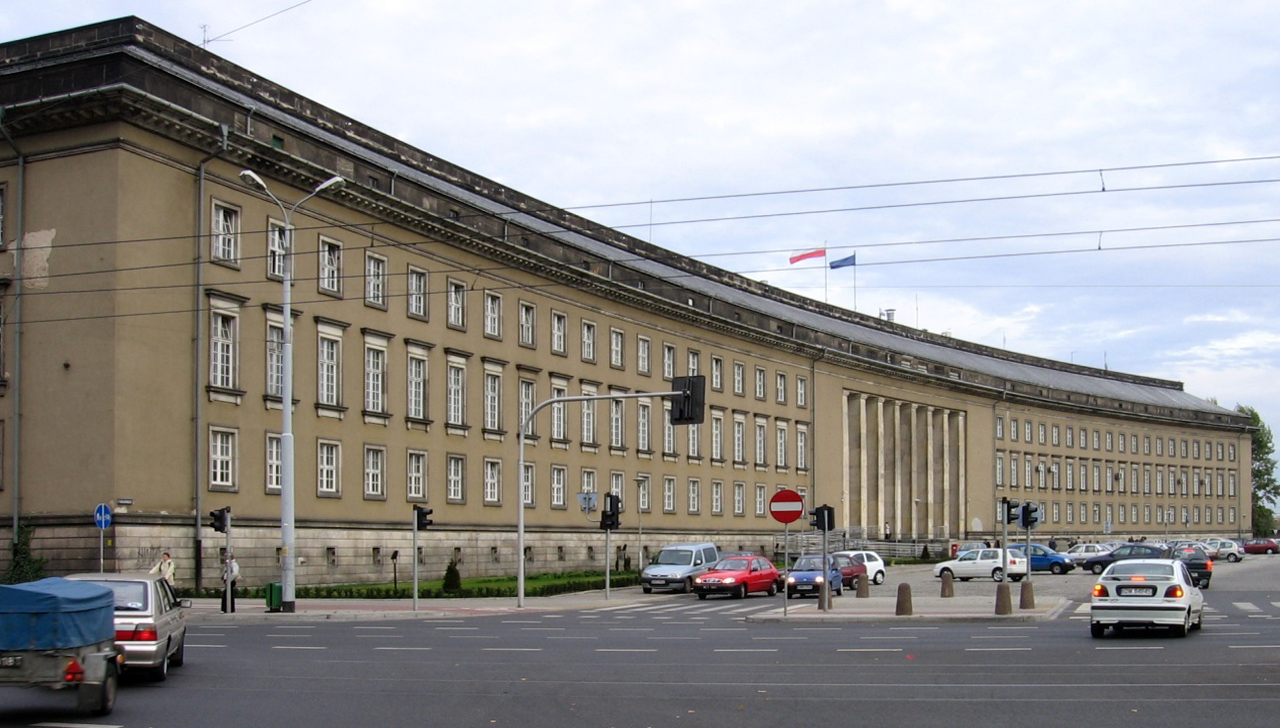
Bâtiment de l'Office provincial à Wrocław, lieu de l'action.

Entre autres, les ruines de la halle n° II de la rue Kolejowa à Wrocław (pl), qui a été démolie quelques années plus tard, ont été utilisées comme décor de film, ainsi que plusieurs autres sites de la ville (la rue Gabriela Zapolska devant le Théâtre polonais à Wrocław (pl), la cour de l'Office provincial, la place de l'Université, la place de la Cathédrale).

## Synopsis
Peu avant l'entrée de l'armée polonaise, les partisans sécurisent le bâtiment de la Gestapo du village. On y trouve, entre autres, un important fichier de confidents. Aussitôt, le dossier disparaît et l'homme qui le gardait est assassiné. Le meurtrier n'a pas encore quitté le bâtiment. Le lieutenant Lotar se met à sa recherche.

## Fiche technique
- Titre : Ciemna rzeka
- Titre en anglais : Dark River
- Réalisation : Aleksander Ścibor-Rylski
- Scénario : Aleksander Ścibor-Rylski
- Musique : Wojciech Kilar
- Son : Ryszard Patkowski
- Photographie : Kurt Weber
- Montage : Irena Choryńska et Jadwiga Jakubowska
- Pays :  Pologne
- Langue : polonais
- Genre : Film de guerre
- Durée : 85 minutes
- Dates de sortie :
  -  Pologne : 18 août 1967
  -  Hongrie : 2 mai 1968
  -  République démocratique allemande : 3 mai 1968

## Distribution
- Tadeusz Schmidt : lieutenant Lotar
- Krystyna Mikołajewska : Natalia Łoszyńska
- Iwa Młodnicka : Gośka Kmiecik
- Andrzej Hrydzewicz : surnommé „Szary”
- Jerzy Kaczmarek : surnommé „Nurt”
- Tadeusz Kalinowski : major „Paweł”
- Władysław Kowalski : Romek Kmiecik, frère de Gośka
- Józef Nalberczak : Klimczuk
- Zbigniew Cybulski : Rodecki
- Barbara Stesłowicz : Regina, confidente de la gestapo, maîtresse de Romek
- Marian Opania : Zenek
- Janusz Chełmicki : surnommé „Magister”
- Andrzej Krasicki : lieutenant Adamski
- Zdzisław Kuźniar : surnommé „Tarzan”
- Halina Piotrowska : Jola
- Irena Netto : voisine de Natalia
- Eliasz Kuziemski : soldat qui remplaçait Romek sur le toit
- Krzysztof Litwin : soldat qui remplaçait Romek sur le toit
- Jarosław Kuszewski : soldat
- Witold Pyrkosz : soldat montant la garde dans la centrale téléphonique
- Ryszard Kotys : travailleur prenant la coiffeuse
- Kazimierz Ostrowicz : officier SS
- Władysław Dewoyno : personnel paramédical
- Paweł Galia : sous-lieutenant Wasiuk
- Józef Sajdak : l'homme de Rodecki